# О’Рейли, Уилф
Уилфред Джон О’Рейли (англ. Wilf O'Reilly, родился 22 августа 1964 года в Бирмингеме графство Уорикшир, ныне Уэст-Мидлендс) — британский шорт-трекист, Чемпион зимних Олимпийских игр в Калгари на показательных выступлениях по шорт-треку. Участник Олимпийских игр 1992 и Олимпийских игр 1994 годов. На закрытии игр в Калгари был знаменосцем сборной Великобритании. Абсолютный чемпион мира 1991 года. Неоднократный призёр чемпионатов мира.

## Спортивная карьера
Уилф О’Рейли Ирландского вест-индского происхождения вырос в Великобритании. С шести лет он занимался фигурным катанием, а в возрасте 13 лет перешёл в конькобежный спорт. Когда закончил школу он работал в английских футбольных клубах Астон Вилла и Бирмингем Сити, там его заметил менеджер Боб Колман, который и привёл юного 18 летнего Уилфа в шорт-трек. Британец быстро освоил этот вид спорта и с 1982 года был семь раз подряд чемпионом страны.
В 1988 года он приехал фаворитом на Олимпийские игры в Калгари, где и выиграл две золотые медали на дистанциях 500 и 1000 метров, хотя официально медали и не вручались, так как шорт-трек был показательным видом.
После Олимпиады О’Рейли стал очень популярным не только в Великобритании, но и в мире. Это привело к увеличению популярности шорт-трека в британии, о котором мало кто знал в той стране. Менеджер Колман разработал план тренировок по компьютерной программе для улучшения физической подготовки Уилфа. В 1990 году на чемпионате мира в Амстердаме О’Рейли занял в общем зачёте второе место. Его бёдра за год настолько увеличились в толщине, что заметно упала подвижность. Но даже с этими проблемами в 1991 году на мировом первенстве в Сиднее он стал лучшим, победил в общем зачёте, при этом одержал победы на своих коронных дистанциях 500 и 1000 метров, а ещё вместе с командой заняли третье место в эстафете. Он стал первым британцем, который выиграл чемпионат мира в абсолютном зачёте. К тому же в том году он стал девятый раз чемпионом страны.
На Зимних играх в Альбервилле О’Рейли приехал чемпионом мира и рассчитывал на золото Олимпиады, но на дистанции 1000 метров он не попал в финал, а финале В был первым и в итоге занял 5 место. В эстафете вместе с командой оказались только шестыми. В конце 1993 года его невеста шорт-трекистка из Нидерландов Моник Велзебур сильно пострадала на тренировке, при падении ударилась об ограждения и сломала два запястья и повредила шею, после она так и осталась парализованной. Результаты О’Рейли пошли на спад, но на последнюю свою Олимпиаду 1994 года в Лиллехаммере он поехал. Из борьбы он выбыл на ранних стадиях, упал на 500 и 1000 метров, ссылаясь на поломанный конёк при столкновении с австралийцем Стивеном Брэдбери. Протесты британской команды остались безрезультатными. В итоге только 27 место О’Рейли. Он хотел участвовать ещё и на Олимпиаде 1998 года, но через 2 года окончательно закончил свои выступления.

## Тренерская карьера
После завершения карьеры О’Рейли тренировал сборную Нидерландов по шорт-треку и привёл её к Олимпийским играм 1998 года в Токио, где его воспитанник 
Дейв Верстег
занял 6 место, как лучший результат в одиночных соревнованиях. В 2000 году во время взлома его дома у него похитили медали чемпионата мира и Олимпиады, через полгода их нашли строители в русле реки. Это событие вышло на международный уровень.
В 2001 году его вызвали в качестве наставника Голландской сборной. А с июня 2002 года О’Рейли входит в состав комиссии SU Short Track Speed Skating World Cup Management Commission. Уилф был показан на Би-би-си во время зимних игр 2006, 2010, 2014 и 2018 годов в качестве комментатора и аналитика по конькобежному спорту в шорт-треке и лонг-треке. Кроме того, с 2006 года он является менеджером по дисциплине shorttrack в KNSB. Он работает над дальнейшим развитием шорт-трека в Нидерландах.